# 2019 en combiné nordique
| Années du combiné nordique : 2016 - 2017 - 2018 - 2019 - 2020 - 2021 - 2022    |
| Décennies du combiné nordique : 1980 - 1990 - 2000 - 2010 - 2020 - 2030 - 2040 |

Cette page reprend les résultats des différentes compétitions de combiné nordique de l'année 2019.

## Résultats

### Championnats du monde
Les Championnats du monde ont eu lieu à Seefeld (Autriche) du 20 février au 3 mars.
- L'Allemand Eric Frenzel s'impose sur le grand tremplin ; c'est son troisième titre individuel de Champion du monde.
- Sur le petit tremplin, c'est le leader de la Coupe du monde, le Norvégien Jarl Magnus Riiber, qui décroche le titre.
- La paire allemande formée par Eric Frenzel & Fabian Riessle s'impose dans le sprint par équipes.
- L'épreuve par équipes est remportée par l'équipe de Norvège, composée de Espen Bjørnstad, Jan Schmid, Jørgen Graabak et Jarl Magnus Riiber.

### Coupe du monde
Le jeune Norvégien Jarl Magnus Riiber, remporte brillamment la Coupe du monde. Le Japonais Akito Watabe, vainqueur en titre, est deuxième ; c'est la huitième fois consécutive qu'il termine dans les trois premiers du classement général de la Coupe. L'Autrichien Franz-Josef Rehrl, excellent sauteur, est troisième du général.

#### Coupe de la Forêt-Noire
L'Autrichien Bernhard Gruber remporte la Coupe de la Forêt-Noire.

### Championnats du monde juniors
Les Championnats du monde juniors ont lieu à Lahti, en Finlande, du 19 au 27 janvier 2019. Pour la première fois, un Championnat féminin de combiné est organisé.

#### Résultats féminins
La Japonaise Ayane Miyazaki devient la première Championne du monde junior en remportant le gundersen sur tremplin normal. Elle devance la Norvégienne Gyda Westvold Hansen. La Japonaise Anju Nakamura complète le podium.

#### Résultats masculins
- L'Autrichien Johannes Lamparter s'impose sur le gundersen. Il devance l'Allemand Julian Schmid et le Norvégien Andreas Skoglund.
- Le sprint est remporté par l'Allemand Julian Schmid devant l'Autrichien Johannes Lamparter. Le Norvégien Jens Lurås Oftebro est troisième.
- Le relais voit la victoire de l'équipe d'Allemagne, composée de Luis Lehnert, Simon Hüttel, David Mach et Julian Schmid. L'équipe de Norvège (Aleksander Skoglund, Kasper Moen Flatla, Jens Lurås Oftebro et Andreas Skoglund) est deuxième, devant l'équipe d'Autriche (Florian Dagn, Max Teeling, Johannes Lamparter et Marc Luis Rainer), troisième.

### Coupe continentale
- L'Américaine Tara Geraghty-Moats remporte la compétition féminine.
- L'Autrichien Paul Gerstgraser s'impose en tête du classement général masculin.

### Grand Prix d'été
- La compétition féminine voit la victoire de la Russe Stefaniya Nadymova, qui s'impose sans avoir gagné une seule course… mais qui est arrivée deuxième de chacune des épreuves !
- La compétition masculine est remportée par l'Autrichien Franz-Josef Rehrl.

### Coupe OPA
- La compétition féminine est remportée par l'Italienne Daniela Dejori.
- La compétition masculine est remportée par l'Autrichien Max Teeling.

## Calendrier

### Janvier
- Le 4, à Klingenthal (Allemagne), se déroule la cinquième étape de la Coupe continentale masculine. Elle fait l'objet d'un doublé norvégien : Jens Lurås Oftebro remporte l'épreuve devant son compatriote Leif Torbjørn Næsvold. Le jeune Autrichien Johannes Lamparter complète le podium.

- Le 5 :
  - à Otepää (Estonie) :
    - la huitième manche de la Coupe du monde est remportée par le Norvégien Jarl Magnus Riiber, qui conforte sa place de leader du classement. Il est suivi par le vainqueur du classement général de l'année précédente, le Japonais Akito Watabe. L'Autrichien Martin Fritz, double vainqueur du classement général de la Coupe continentale, complète le podium (en y prenant place pour la première fois en Coupe du monde).
    - la cinquième épreuve de la Coupe continentale féminine est organisée conjointement. Elle est remportée par l'Américaine Tara Geraghty-Moats devant la Japonaise Ayane Miyazaki. La Norvégienne Gyda Westvold Hansen complète le podium.

  - toujours à Klingenthal se déroule la sixième étape de la Coupe continentale masculine. Ce devait être une épreuve par équipes, mais les piètres conditions météorologiques ont conduit à l'annulation du concours de saut. Le saut de réserve étant utilisé, les organisateurs ont préféré organiser une épreuve individuelle à la place de l'épreuve par équipes. Celle-ci a donné lieu à un podium faisant penser à une course... par équipes ! En effet, le podium était entièrement norvégien : le vainqueur de la veille, Jens Lurås Oftebro, remporte l'étape devant Sindre Ure Soetvik & Leif Torbjørn Næsvold !

- Le 6 :
  - toujours à Otepää :
    - la neuvième manche de la Coupe du monde est remportée, comme la veille, par le Norvégien Jarl Magnus Riiber. L'Allemand Johannes Rydzek et le Japonais Akito Watabe, tenant de la Coupe du monde, complètent le podium.
    - la sixième course de la Coupe continentale féminine voit, comme la veille, la victoire de l'Américaine Tara Geraghty-Moats. La jeune Autrichienne Lisa Hirner est deuxième, devant la Japonaise Ayane Miyazaki.

  - à Klingenthal, l'épreuve par équipes de la Coupe continentale masculine est de nouveau annulée. Il sera ultérieurement décidé de l'organiser lors de la manche d'Eisenerz.

- Le 11 :
  - à Val di Fiemme (Italie), se déroule la dixième manche de la Coupe du monde. Le champion olympique allemand Johannes Rydzek y remporte sa première victoire de la saison, devant le Norvégien Jørgen Graabak qui l'avait battu au sprint lors d'une manche précédente. Le troisième de la course est le jeune Autrichien Mario Seidl, qui avait remporté le concours de saut. Le classement général reste dominé par le Norvégien Jarl Magnus Riiber, quatrième de la course du jour.
  - à Ruka (Finlande) est organisée une course comptant pour la Coupe continentale masculine. Son podium est intégralement norvégien : Leif Torbjørn Næsvold remporte l'épreuve de devant ses compatriotes Harald Johnas Riiber & Sindre Ure Søtvik.

- Le 12 :
  - toujours à Val di Fiemme, se déroule la onzième manche de la Coupe du monde, un sprint par équipes. Il est remporté au sprint (!) par la première équipe de Norvège, composée de Jan Schmid et Jørgen Graabak, ce dernier ayant maîtrisé les derniers efforts du jeune Allemand Vinzenz Geiger, qui courrait avec l'expérimenté Johannes Rydzek. Une deuxième paire allemande monte complète le podium : Eric Frenzel & Fabian Rießle.
  - à Ruka, l'épreuve de Coupe continentale masculine est reportée au lendemain.

- Le 13 :
  - se déroule à Val di Fiemme la dernière épreuve de l'étape de Coupe du monde, qui est aussi la treizième manche de celle-ci. Malheureux la veille, le jeune Allemand Vinzenz Geiger y remporte sa première victoire : après avoir longtemps mené la course avec son compatriote Johannes Rydzek, il a placé une attaque fulgurante « à la Rydzek » dans la dernière montée, laissant le malheureux Rydzek sur place. Il se classera deuxième de l'épreuve, devant le Japonais Akito Watabe. Le Norvégien Jarl Magnus Riiber conserve le maillot jaune.
  - à Ruka, la Coupe continentale masculine offre deux épreuves, puisque celle prévue la veille n'a pu se tenir. Ainsi :
    - la mass-start est remportée par le Norvégien Leif Torbjørn Næsvold devant ses compatriotes Sindre Ure Søtvik et Harald Johnas Riiber. Cette course marque le retour en grâce de cette épreuve, qui est la deuxième de la saison après celle de Lillehammer, en Coupe du monde, le premier décembre 2018.
    - le relais par équipes, qui comportait deux relais de 5 kilomètres et deux de 2,5 kilomètres, est remporté par l'équipe de Norvège, dont la soif de victoires semble inépuisable. Elle était composée de Simen Tiller, Sindre Ure Søtvik, Harald Johnas Riiber & Leif Torbjørn Næsvold. L'équipe d'Allemagne (Martin Hahn, Julian Schmid, David Welde & Jakob Lange) est deuxième, devant l'équipe d'Autriche (Thomas Jöbstl, Christian Deutschl, Samuel Mraz & Bernhard Flaschberger).

- Le 18, à Chaux-Neuve (France), commencent les Trois Jours du combiné nordique, qui sont le point d'orgue de la saison de Coupe du monde. La première épreuve est un sprint, remporté par le jeune Autrichien Franz-Josef Rehrl, dont c'est la première victoire. Le Norvégien  Espen Bjørnstad arrive deuxième, pour son premier podium en Coupe du monde, tandis que l'expérimenté combiné allemand Fabian Rießle complète le podium. Le Norvégien Jarl Magnus Riiber conserve la tête du classement général de la compétition.

- Le 19, toujours à Chaux-Neuve, se poursuivent les Trois Jours : la quatorzième étape de la Coupe du monde y a lieu. Comme la veille, le jeune Autrichien Franz-Josef Rehrl s'impose en solitaire. Une fois n'est pas coutume, c'est au sprint que le vétéran japonais Akito Watabe prend le meilleur sur le peloton de poursuivants. Et comme la veille, l'Allemand Fabian Rießle grimpe sur la troisième marche du podium.

- Le 20 se déroule à Chaux-Neuve la dernière épreuve des Trois Jours, qui est aussi la quinzième manche de la Coupe du monde. Elle est remportée par l'Autrichien Mario Seidl, qui a mené la course de bout en bout et remporte donc le classement général des Trois Jours. L'Allemand Fabian Rießle est deuxième, devant le vainqueur des deux premiers jours de la compétition, l'Autrichien Franz-Josef Rehrl.

- Le 23, à Lahti (Finlande), lors des Championnats du monde junior de ski nordique :
  - au terme d'une course haletante, la Japonaise Ayane Miyazaki devient la première Championne du monde junior de l'histoire du combiné. Elle s'impose au sprint devant la Norvégienne Gyda Westvold Hansen tandis qu'une coéquipière de la nouvelle Championne, Anju Nakamura, complète le podium.
  - le jeune Allemand Julian Schmid remporte l'épreuve du sprint, devant l'Autrichien Johannes Lamparter et le Norvégien Jens Lurås Oftebro.

- Le 25, toujours à Lahti, l'épreuve par équipes des Championnats du monde junior est remportée par l'équipe d'Allemagne composée de Luis Lehnert, Simon Hüttel, David Mach & Julian Schmid, ce dernier étant Champion du monde junior depuis l'avant-veille. L'équipe de Norvège (Aleksander Skoglund, Kasper Moen Flatla, Jens Lurås Oftebro & Andreas Skoglund) est deuxième, devant l'équipe d'Autriche (Florian Dagn, Max Teeling, Johannes Lamparter & Marc Luis Rainer) qui lors du dernier tour a pris le meilleur sur les équipes de France et de Slovénie.

- Le 26 :
  - à Trondheim (Norvège), se tient la seizième épreuve de la Coupe du monde. Elle est remportée par le leader du classement général, le jeune Norvégien Jarl Magnus Riiber, qui devance son compatriote Magnus Krog, le meilleur skieur de la compétition. Le vétéran autrichien Wilhelm Denifl, qui a remporté le concours de saut et a dix-sept ans de plus que le vainqueur du jour, complète le podium.
  - à Planica (Slovénie), se déroule la onzième épreuve de la Coupe continentale masculine, qui voit la victoire du Norvégien Leif Torbjørn Næsvold devant son compatriote Lars Ivar Skaarset. L'Allemand Thomas Jöbstl est troisième.

- Le 27 :
  - toujours à Trondheim, est organisée la dix-septième épreuve de la Coupe du monde. Elle est remportée, comme la veille, par le Norvégien Jarl Magnus Riiber, leader du classement général. L'Allemand Vinzenz Geiger n'a pu rééditer son exploit de Val di Fiemme : son attaque dans la dernière montée a été contrée par le vainqueur du jour et il termine deuxième ; le Norvégien Jørgen Graabak complète le podium. Le vétéran norvégien Magnus Moan, dont c'est la dernière course dans cette prestigieuse enceinte, a pris le temps de saluer son public avant de passer la ligne d'arrivée.
  - à Lahti, par un froid polaire, c'est le jeune Autrichien Johannes Lamparter qui remporte le titre de Champion du monde junior. Il s'impose devant l'Allemand Julian Schmid et le Norvégien Andreas Skoglund.
  - toujours à Planica, se déroule la douzième épreuve de la Coupe continentale masculine, qui voit la victoire du 17e du concours de saut, le jeune Autrichien Paul Gerstgraser, devant son compatriote Thomas Jöbstl. Le Norvégien Harald Johnas Riiber est troisième.

### Février

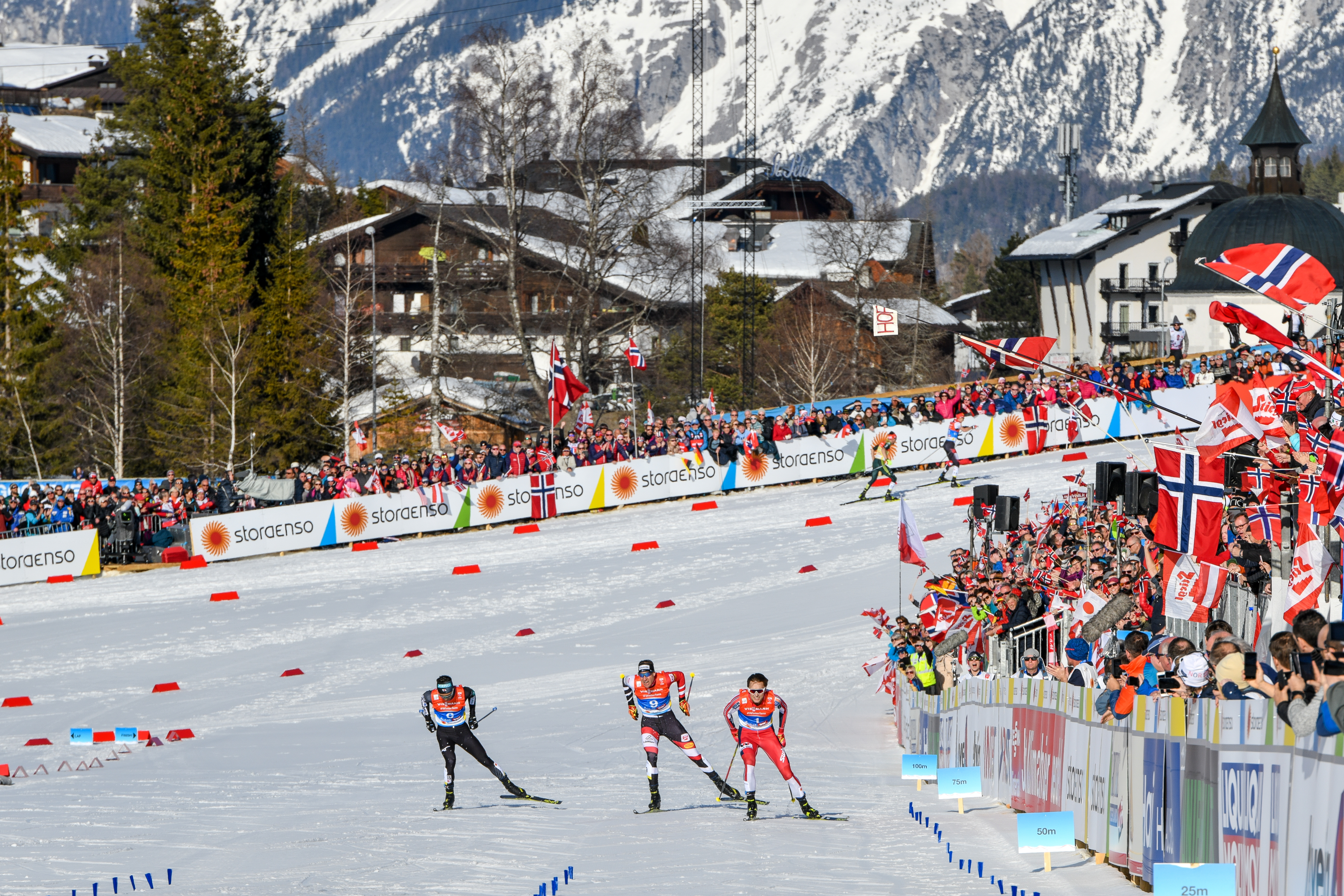
Le sprint à l'arrivée des Championnats du monde

- Le 2, à Klingenthal (Allemagne), l'épreuve de Coupe du monde voit la victoire du Norvégien Jarl Magnus Riiber devant les Allemands Vinzenz Geiger et Johannes Rydzek.

- Le 3, toujours à Klingenthal, Jarl Magnus Riiber s'impose à nouveau, ce qui lui permet de garantir sa place en tête du classement général de la Coupe du monde : il ne peut désormais plus être rejoint. Le Finlandais Ilkka Herola termine deuxième, au terme d'une course éblouissante. L'Allemand Fabian Rießle est troisième.

- Le 8, à Eisenerz (Autriche), se tient une épreuve de la Coupe continentale masculine. Elle est remportée par l'Autrichien Paul Gerstgraser devant son compatriote Philipp Orter. Le Norvégien Lars Ivar Skaarset est troisième.

- Le 9 :
  - la première épreuve de combiné des Jeux du ski de Lahti, comptant pour la Coupe du monde, a lieu en l'absence d'un certain nombre de favoris qui lui ont préféré la préparation des prochains Championnats du monde. Ce sprint par équipes est remporté devant son public par une brillante et jeune équipe de Finlande, composée par Ilkka Herola et Eero Hirvonen. Elle s'impose devant la première équipe de Norvège (Espen Bjørnstad & Jørgen Graabak). Une chute, survenue peu avant la ligne d'arrivée, permet à l'équipe d'Autriche associant le vétéran Wilhelm Denifl à Mario Seidl, un coureur plus jeune de douze ans, de compléter le podium, alors qu'elle aurait dû se classer cinquième.
  - toujours à Eisenerz se poursuivent les épreuves de la Coupe continentale masculine. Au menu du jour, une compétition par équipes, qui aurait dû se tenir un mois auparavant à Klingenthal. Elle est remportée par l'équipe d'Autriche, composée par Philipp Orter, Christian Deuschl, Florian Dagn et Paul Gerstgraser. L'équipe de Norvège (Simen Tiller, Harald Johnas Riiber, Sindre Ure Søtvik & Lars Ivar Skaarset) est deuxième tandis que l'équipe d'Allemagne (Justin Moczarski, Jonas Meier, Jonas Welde & Jakob Lange) se classe troisième.
  - à Kandersteg (Suisse), sont organisées les épreuves de combiné des Jeux nordiques de l'OPA :
    - chez les cadettes, l'Allemande Cindy Haasch s'impose devant sa compatriote Trine Goepfert. La Slovène Nika Prevc est troisième.
    - chez les juniors, l'Autrichienne Lisa Hirner prend le meilleur sur deux Italiennes, Daniela Dejori et Annika Sieff.
    - chez les cadets, l'Autrichien Severin Reiter remporte l'épreuve devant le Tchèque Jiri Konvalinka. L'Autrichien Paul Walcher est troisième.
    - enfin, chez les juniors, la course est remportée par l'Autrichien Nicolas Pfandl. L'Italien Iacopo Bortola est deuxième devant le Tchèque Lukas Kohlberger.

- Le 10 :
  - les Jeux du ski de Lahti se poursuivent, et c'est une épreuve individuelle de combiné qui y est organisée, toujours comptant pour la Coupe du monde de la spécialité. Elle est remportée à la photo-finish par le Norvégien Jørgen Graabak devant le Japonais Akito Watabe. L'Autrichien Mario Seidl est troisième.
  - se déroule la troisième et dernière compétition de l'étape de Coupe continentale masculine d'Eisenerz. Le podium est le même que deux jours auparavant, lors de la précédente épreuve individuelle (et ce d'autant que le saut de réserve a été utilisé). Ainsi, la victoire est pour l'Autrichien Paul Gerstgraser, qui ravit au Norvégien Leif Torbjørn Næsvold la tête du classement général de la compétition. Philipp Orter est deuxième et le Norvégien Lars Ivar Skaarset, troisième.
  - à Kandersteg ont lieu les épreuves par équipes des Jeux nordiques de l'OPA :
    - le relais féminin est remporté par la deuxième équipe d'Allemagne (Cindy Haasch, Anna Jäkle et Emilia Görlich) devant leurs compatriotes formant l'équipe numéro un (Emily Schneider, Jenny Nowak & Maria Gerboth). L'équipe d'Autriche (Annalena Slamik, Johanna Bassani & Lisa Hirner) complète le podium.
    - le relais masculin a été annulé.

- Le 16 :
  - à Rena (Norvège) est organisée une étape des Coupes continentales masculine et féminine.
    - La compétition féminine est remportée par la leader du classement général, l'Américaine Tara Geraghty-Moats, devant la deuxième (la Norvégienne Gyda Westvold Hansen) et la troisième du classement (l'Allemande Jenny Nowak).
    - La compétition masculine est remportée par le leader du classement général, l'Autrichien Paul Gerstgraser, devant les Norvégiens Harald Johnas Riiber et Sindre Ure Søtvik.

  - à Kranj (Slovénie), se déroule une épreuve de la Coupe OPA. Elle est remportée par le Slovène Vid Vrhovnik devant les Autrichiens Dominik Terzer et Manuel Einkemmer.

- Le 17 :
  - toujours à Rena, se poursuit l'étape des deux Coupes continentales féminine et masculine.
    - La compétition féminine est remportée par la leader du classement général, l'Américaine Tara Geraghty-Moats, qui conforte donc sa position avant la dernière étape de la compétition. Elle s'impose devant Maria Gerboth, qui a remporté le concours de saut. La troisième est la Norvégienne Gyda Westvold Hansen, qui est deuxième du classement général de la compétition.
    - La compétition masculine est remportée par le leader du classement général, l'Autrichien Paul Gerstgraser, devant le Norvégien Harald Johnas Riiber. Le Français Antoine Gérard complète le podium.

  - toujours à Kranj, l'épreuve de Coupe OPA consacre l'Allemand Christian Frank. L'Autrichien Dominik Terzer est deuxième, comme la veille. Et le Slovène Rok Jelen complète le podium.

- Le 22 se déroule à Seefeld la première épreuve des Championnats du monde, un gundersen individuel sur grand tremplin. Il est remporté par le champion allemand Eric Frenzel, dont c'est le troisième titre individuel après ceux de 2011 et de 2013 ; Frenzel a également remporté l'épreuve de saut. Le Norvégien Jan Schmid est deuxième et l'Autrichien Franz-Josef Rehrl, troisième.

- Le 24, toujours à Seefeld, se déroule la deuxième épreuve des Championnats du monde, un sprint par équipes. Il est remporté par l'équipe d'Allemagne, tenante du titre, composée par Eric Frenzel et Fabian Rießle. L'équipe de Norvège (Jan Schmid et Jarl Magnus Riiber) dispute au sprint la deuxième place à l'équipe d'Autriche (qui associe Franz-Josef Rehrl et le champion du monde Bernhard Gruber), qui termine troisième.

- Le 28 se déroule à Seefeld la troisième épreuve des Championnats du monde, un gundersen individuel sur tremplin normal. Le Norvégien Jarl Magnus Riiber, vainqueur cette année du classement général de la Coupe de monde, s'impose au sprint devant le champion du monde autrichien Bernhard Gruber, tandis que le Japonais Akito Watabe complète le podium.

### Mars

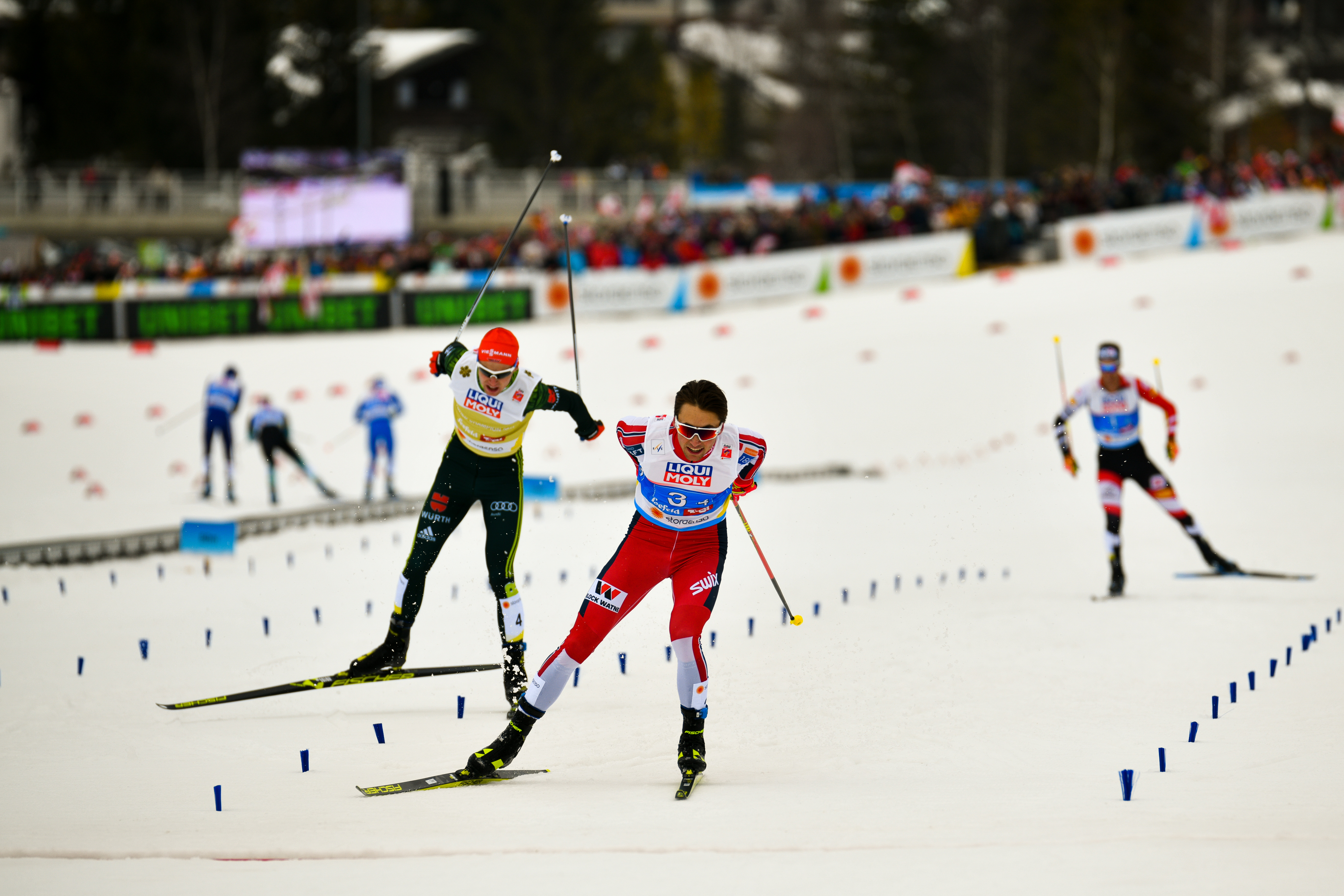
Jarl-Magnus Riiber, victorieux lors du relais des Championnats du monde

- Le 2 se déroule à Seefeld la quatrième et dernière épreuve des Championnats du monde, un relais par équipes sur tremplin normal. L'équipe de Norvège s'impose ; elle est constituée de Espen Bjørnstad, Jan Schmid, Jørgen Graabak et Jarl Magnus Riiber, ce dernier s'imposant au sprint. L'équipe d'Allemagne (Johannes Rydzek, Eric Frenzel, Fabian Riessle & Vinzenz Geiger) est deuxième tandis que l'équipe du pays hôte, l'Autriche, constituée de Bernhard Gruber, Mario Seidl, Franz-Josef Rehrl et Lukas Klapfer, complète le podium.

- Le 8, à Nijni Taguil (Russie), se déroule une épreuve de chacune des Coupes continentales, féminine comme masculine.

- Le 9 :
  - à Oslo (Norvège), se déroule l'antépénultième épreuve de la Coupe du monde. Elle est remportée, au sprint et devant son public, par le Norvégien Jarl Magnus Riiber, qui devance l'excellent fondeur finlandais Ilkka Herola. Le Norvégien Espen Bjørnstad complète le podium de cette course, qui fut la dernière du champion norvégien Magnus Moan.
  - toujours à Nijni Taguil, se déroule une épreuve de chacune des Coupes continentales.
  - à Chaux-Neuve se déroule les avant-dernières courses de la Coupe OPA :
    - la course féminine est remportée par l'Italienne Daniela Dejori devant l'Allemande Emily Schneider. La Slovène Ema Volavsek est troisième.
    - la course masculine est remportée par l'Autrichien Max Teeling devant le Français Edgar Vallet. Le Slovène Ozbej Jelen est troisième.

- Le 10 :
  - toujours à Nijni Taguil, se clôt cette saison de Coupes continentales.
  - toujours à Chaux-Neuve se termine la Coupe OPA :
    - la course féminine est remportée par l'Italienne Annika Sieff devant les Françaises Léna Brocard, deuxième, & Emma Tréand, troisième. Le classement général féminin est remporté par l'Italienne Daniela Dejori.
    - la course masculine est remportée par le Slovène Rok Jelen devant le Français Edgar Vallet. L'Autrichien Max Teeling est troisième et remporte le classement général masculin de la compétition.

- Le 16, à Schonach (Allemagne), commence le week-end de la Coupe de la Forêt-noire ; une épreuve de la Coupe du monde y est organisée. Ladite Coupe est remportée par le champion du monde autrichien Bernhard Gruber, au terme d'une course aussi mouvementée que harassante pour les fondeurs : il s'impose devant son compatriote Lukas Greiderer, qui n'a pas été capable de sprinter jusqu'à la ligne d'arrivée. Quant au troisième de l'épreuve, le Norvégien Jarl Magnus Riiber, pourtant excellent sprinteur, il n'a pas disputé le sprint, laissant dans les derniers hectomètres de la course partir ses deux compagnons d'échappée.

- Le 17, à Schonach (Allemagne), se poursuit, par une épreuve de Coupe du monde, le week-end de la Coupe de la Forêt-noire.

### Août
- Le 5, à Klingenthal (Allemagne), la première course de la saison 2019-2020 est organisée. Il s'agit de la première épreuve de la Coupe OPA féminine. Elle est remportée[1] par la tenante du titre, l'Italienne Daniela Dejori. Elle s'impose devant sa compatriote Annika Sieff tandis que l'Allemande Cindy Haasch complète le podium.

- Le 9, à Bischofsgrün (Allemagne), la deuxième épreuve de la Coupe OPA féminine est remportée[2], comme la première, par l'Italienne Daniela Dejori. Elle s'impose de nouveau devant sa compatriote Annika Sieff tandis que l'Allemande Marie Nähring, la skieuse la plus rapide de l'épreuve, complète le podium.

- Le 24, à Oberwiesenthal (Allemagne), se déroule l'épreuve d'ouverture du Grand Prix d'été, qui est aussi et surtout la toute première épreuve mixte par équipes de l'histoire du combiné. Elle est remportée[3] par l'équipe d'Italie, composée par Samuel Costa, Veronica Gianmoena, Annika Sieff et Alessandro Pittin. Elle s'impose devant la première équipe de Norvège (Magnus Krog, Gyda Westvold Hansen, Marte Leinan Lund & Harald Johnas Riiber) ; l'équipe de Russie (Ernest Yahin, Stefaniya Nadymova, Anastasia Goncharova & Vitali Ivanov (no)) complète le podium.

- Le 25, toujours à Oberwiesenthal, se déroule la deuxième journée du Grand Prix d'été.
  - L'épreuve féminine voit la victoire[4] de l'Américaine Tara Geraghty-Moats, loin devant la Russe Stefaniya Nadymova. L'Allemande Jenny Nowak est troisième.
  - L'épreuve masculine est remportée[5] par le Japonais Akito Watabe. Son frère Yoshito est troisième, derrière l'Autrichien Franz-Josef Rehrl.

- Le 28, à Klingenthal (Allemagne), se déroule la deuxième étape du Grand Prix d'été.
  - L'épreuve féminine voit à nouveau la victoire[6] de l'Américaine Tara Geraghty-Moats, qui a mené de bout en bout. La Russe Stefaniya Nadymova est deuxième, remportant le sprint devant l'Allemande Jenny Nowak, troisième.
  - Dans l'épreuve masculine, l'Autrichien Franz-Josef Rehrl s'impose[7] dans la mass-start. Il devance le leader du classement général, le Japonais Akito Watabe, tandis que le Polonais Szczepan Kupczak et le Japonais Ryota Yamamoto font jeu égal et se classent tous deux troisièmes.

- Le 30, à Oberhof (Allemagne), tandis que les athlètes de l'élite s'entraînent et effectuent le saut de réserve pour les épreuves de cette étape du Grand Prix d'été, la Coupe de la jeunesse donne lieu  à quatre courses, dont les épreuves de saut se déroulent toutes sur le tremplin HS70 du Schanzenanlage am Wadeberg (de) :
  - chez les filles nées entre 2002 et 2004, l'Allemande Emilia Görlich a remporté[8] la course de trois kilomètres devant la Russe Diana Fedorova. La Finlandaise Annamaija Oinas est troisième.
  - chez les filles nées entre 2005 et 2007, sur deux kilomètres, la Russe Maria Kuzmina s'impose[9] devant la Slovène Nika Prevc et la Finlandaise Alva Thors.
  - chez les garçons nés entre 2002 et 2004, le Français Matteo Baud gagne l'épreuve[10] de cinq kilomètres devant le Tchèque Lukas Kohlberger. Le Français Marco Heinis est troisième.
  - chez les garçons nés entre 2005 et 2007, la course de trois kilomètres voit la victoire[11] de l'Autrichien Paul Walcher devant l'Allemand Luis Laukner. Le Norvégien Fabian Oestvold est troisième.

- Le 31 août, toujours à Oberhof :
  - dans le Grand Prix d'été :
    - l'épreuve féminine voit la victoire[12] de l'Américaine Tara Geraghty-Moats, malgré un départ en septième position avec un handicap de 44 secondes[13]. Elle s'impose devant la Russe Stefaniya Nadymova, qui avait pris le départ en tête. L'Allemande Jenny Nowak est troisième.
    - l'Autrichien Franz-Josef Rehrl, en tête du concours de saut[14], remporte la victoire de l'épreuve masculine[15] et prend la tête du classement général[16] devant le Japonais Akito Watabe. L'Italien Samuel Costa est troisième.

  - dans la Coupe de la jeunesse :
    - chez les filles nées entre 2002 et 2004, l'Allemande Emilia Görlich a remporté[17] la course de 3,2 kilomètres devant la Russe Diana Fedorova. La Finlandaise Annamaija Oinas étant troisième, le podium est identique à celui de la veille.
    - chez les filles nées entre 2005 et 2007, sur 3,2 kilomètres, la Russe Maria Kuzmina s'impose[18] comme la veille. La Finlandaise Alva Thors est deuxième et la Slovène Nika Prevc, troisième.
    - chez les garçons nés entre 2002 et 2004, le Finlandais Waltteri Karhumaa gagne l'épreuve[19] de 4,8 kilomètres devant le Français Matteo Baud. Un autre Français, Marco Heinis, qui avait remporté le concours de saut, complète le podium.
    - chez les garçons nés entre 2005 et 2007, la course de 3,2 kilomètres voit la victoire[20] de l'Autrichien Paul Walcher, déjà vainqueur la veille, devant le Norvégien Fabian Oestvold, lui-même troisième la veille. Le Tchèque Jan John est troisième.

### Septembre
- Le 1er septembre, toujours à Oberhof, ont lieu des courses du Grand Prix d'été :
  - dans l'épreuve féminine, la Norvégienne Gyda Westvold Hansen s'impose[21] devant la Russe Stefaniya Nadymova, qui remporte[22] le classement général du Grand Prix : en effet, l'Américaine Tara Geraghty-Moats, auparavant en tête dudit classement, n'a pu participer à la course de fond en raison de sa disqualification lors de l'épreuve de saut, en raison d'une combinaison non-conforme. L'Italienne Veronica Gianmoena est troisième.
  - dans l'épreuve masculine, le Français Antoine Gérard mène la course de bout en bout et s'impose en solitaire[23]. Le Finlandais Ilkka Herola, parti septième, parvient à se hisser sur la deuxième marche du podium tandis que le Polonais  Szczepan Kupczak ré-édite sa performance de Klingenthal et se classe troisième.

- Le 4, à Tschagguns, étape autrichienne du Grand Prix, l'Allemand Fabian Rießle remporte l'étape au sprint[24], se détachant d'un fort groupe de skieurs. L'Italien Samuel Costa, très ingambe, se classe deuxième, devant le Français Antoine Gérard, qui monte à nouveau sur le podium.

- Le 7, à Planica (Slovénie), le Norvégien Jarl Magnus Riiber, tout juste de retour à la compétition, se rappelle au bon souvenir de ses adversaires en remportant[25] l'avant-dernière épreuve du Grand Prix au sprint devant le leader du classement général, l'Autrichien Franz-Josef Rehrl. Le Champion du monde autrichien Bernhard Gruber complète le podium.

- Le 8, toujours à Planica, le Grand Prix se termine. Le Norvégien Jarl Magnus Riiber réédite sa performance de la veille et remporte l'épreuve[26]. Le Français Antoine Gérard occupe la deuxième place du podium, qui est la seule qu'il n'avait pas occupée jusqu'à présent. Le jeune et prometteur coureur norvégien Jens Lurås Oftebro complète le podium. L'Autrichien Franz-Josef Rehrl, qui n'a participé qu'à l'épreuve de saut, remporte le classement général de la compétition[27] devant l'Italien Samuel Costa et le Français Antoine Gérard.

### Novembre
- Le 29, à Ruka (Finlande), se déroule la première épreuve de la Coupe du monde. Il s'agit d'un sprint, qui est remporté par le tenant du globe de cristal, le Norvégien Jarl Magnus Riiber. Il devance ses compatriotes Espen Bjørnstad, Jens Lurås Oftebro & Jørgen Graabak pour le troisième quadruplé norvégien de l'histoire de la Coupe après ceux de 1996 &  1984.
- Le 30, toujours à Ruka, le Norvégien Jarl Magnus Riiber, déjà vainqueur la veille, remporte la deuxième épreuve de la Coupe du monde devant l'Allemand Vinzenz Geiger et le jeune Norvégien Jens Lurås Oftebro, âgé de seulement 19 ans, déjà troisième la veille.

### Décembre
- Le 1er, toujours à Ruka, le Ruka Tour, étape d'ouverture de la Coupe du monde, se termine. L'épreuve de saut n'a pas pu être disputée jusqu'à son terme : le saut de réserve est utilisé. L'épreuve est remportée par le Norvégien Jarl Magnus Riiber, déjà vainqueur des deux épreuves précédentes. Il remporte donc le Ruka Tour. Ses compatriotes Jørgen Graabak et Jens Lurås Oftebro sont deuxième et troisième de l'épreuve.

- Le 7, à Lillehammer (Norvège), le Norvégien Jarl Magnus Riiber, renforce sa position de leader du classement général de la Coupe du monde en s'imposant devant son compatriote Jørgen Graabak lors d'une épreuve qu'il a une nouvelle fois menée de bout en bout. L'Allemand Fabian Rießle est troisième.

- Le 8, toujours à Lillehammer, le scénario de la veille se reproduit avec une victoire de Jarl Magnus Riiber devant Jørgen Graabak. L'Allemand Vinzenz Geiger complète le podium.

- Le 13, à Park City (USA), la Coupe continentale commence.
  - L'épreuve féminine est remportée par l'Américaine Tara Geraghty-Moats devant les Norvégiennes Gyda Westvold Hansen et Marte Leinan Lund.
  - L'Allemand Jakob Lange remporte la course masculine en s'imposant devant les Norvégiens Sindre Ure Søtvik & Leif Torbjørn Næsvold (de).

- Le 14, toujours à Park City, se déroulent deux mass-start comptant pour la Coupe continentale :
  - la course féminine est remportée par l'Américaine Tara Geraghty-Moats, qui s'impose devant la Canadienne Taylor Henrich. L'Allemande Jenny Nowak complète le podium.
  - la course masculine voit la victoire de l'Allemand Jakob Lange. L'Italien Raffaele Buzzi est deuxième et l'Autrichien Paul Gerstgraser complète le podium.

- Le 15 se terminent les épreuves de Coupe continentale de Park City.
  - L'épreuve féminine est remportée par l'Américaine Tara Geraghty-Moats, qui aura remporté toutes les courses de cette étape. Elle s'impose devant la Norvégienne Gyda Westvold Hansen ; la Russe Stefaniya Nadymova est troisième.
  - la course masculine est à nouveau remportée par l'Allemand Jakob Lange, qui aura remporté toutes les courses de cette étape. L'Autrichien Paul Gerstgraser améliore son résultat de la veille en prenant la deuxième place. Le Norvégien Leif Torbjørn Næsvold (de) est troisième.

- Le 21, à Ramsau am Dachstein (Autriche), au terme d'une course très disputée, l'Allemand Vinzenz Geiger prend le meilleur sur le Norvégien Jarl Magnus Riiber et remporte l'épreuve de Coupe du monde. L'Allemand Fabian Rießle, distancé dans les derniers hectomètres, est troisième.

- Le 22, toujours à Ramsau, la dernière épreuve de Coupe du monde de l'année 2019 est remportée par le Norvégien Jarl Magnus Riiber, qui s'impose devant son compatriote Jørgen Graabak. L'Allemand Vinzenz Geiger, vainqueur la veille, complète le podium.